# Alterface
Alterface is een fabrikant van interactieve elementen in pretparkattracties en voor musea. Alterface is gevestigd in het Belgische Waver vlak bij Walibi Belgium.
Het bedrijf is begonnen als project op de Université catholique de Louvain dat gericht was op het ontwikkelen van interactieve systemen. Uiteindelijk is hieruit in 2001 het bedrijf Alterface ontstaan. Anno 2020 heeft het circa 300 projecten op haar naam staan. De fabrikant realiseert onder meer educatieve en interactieve elementen voor musea en diverse pretparkattracties zoals interactieve darkrides. Alterface is verantwoordelijk voor bijvoorbeeld de software van laserpistolen, panelen en 3D-schermen. Hierbij wordt geregeld de samenwerking opgezocht met andere relevante fabrikanten, zoals ETF Ride Systems die transportsystemen voor darkrides verzorgd.